# Helensburgh (Australia)
Helensburgh – miasto w Australii, w stanie Nowa Południowa Walia.